# لويس، دوق بريتاني (1707-1712)
لويس، دوق بريتاني (بالفرنسية: Louis de France)‏ (8 يناير 1707 - 8 مارس 1712)؛ كان دوفين فرنسا الواحد والعشرون، هو الابن الأول للويس، دوق بورغوندي وقد توفي عن عمر يناهز 5 سنوات.